# Las Trancas, Jalisco
Las Trancas är en ort i Mexiko.   Den ligger i kommunen Ixtlahuacán del Río och delstaten Jalisco, i den centrala delen av landet, 500 km väster om huvudstaden Mexico City. Las Trancas ligger 1 594 meter över havet och antalet invånare är 192.
Terrängen runt Las Trancas är huvudsakligen kuperad, men österut är den platt. Terrängen runt Las Trancas sluttar västerut. Runt Las Trancas är det ganska glesbefolkat, med 30 invånare per kvadratkilometer. Närmaste större samhälle är Guadalajara, 18,4 km sydväst om Las Trancas. I omgivningarna runt Las Trancas växer huvudsakligen savannskog.